# Лаурентик (кораб, 1927)
Лаурентик (на английски: RMS Laurentic) е британски пътнически лайнер, вторият едноименен съд, построен в корабостроителницата „Harland and Wolff“ за компанията „White Star Line“. Лайнерът служи на компанията от 1927 до 1936 г. За това време той на два пъти попада в авария. По време на Втората световна война е преоборудван като спомагателен крайцер за Британския Кралски флот. На 3 ноември 1940 г. при село Гуидор, графство Донигал, Ирландия, е торпилиран от немската подводница U-99. След първата атака корабът все още остава на вода, втората атака го потопява. В резултат на корабокрушението загиват 49 души. Това е вторият „Laurentic“ в историята – първият кораб загива от торпедо по време на Първата световна война.

## История
„Laurentic“ е построен в корабостроителницата „Harland and Wolff“ в Белфаст, със заводски номер 470. Спуснат е на вода на 16 юни 1927 г. Той става последния съд на компанията, който използва въглища и турбина ниско налягане. Строителството на лайнера е завършено на 1 ноември 1927 г.
На 12 ноември лайнерът започва своето първо плаване между Ливърпул и Ню Йорк. На 27 април 1928 г. лайнерът е преведен на маршрута „Ливърпул – Квебек – Монреал“, където и остава до началото на войната. През януари 1931 г. е планирано лайнерът да извършва средиземноморски круизи, но Великата депресия пречи на това и на средиземноморската линия остава друг кораб на компанията „RMS Homeric“.
„Laurentic“ за своята кариера има две аварии: на 3 октомври 1932 г. той се сблъсква със сухогруза „Lurigethen“ на компанията „HE Moss Line3“. Няма жертви. Вторият сблъсък е на 18 август 1935 г. с лайнера „Napier Star“ на компанията „A.P. Moller-Maersk Group“. Загиват шест души.

## Военна служба и гибел
През 1934 г. компаниите „White Star Line“ и „Cunard“ се объединяват, което се отразява на кариерата на лайнера. През 1939 г. корабът е реквизиран за нуждите на флота и е превърнат на спомагателен крайцер с името „HMS Laurentic“ (F 51). На 3 ноември 1940 г. „HMS Laurentic“ е торпилиран от подводницата U-99 (с командир капитан-лейтенант Ото Кречмер). Първото торпедо попада в района на машинното отделение, второто не се взривява, третото попада в първата пробойна. След презареждане на торпедните апарати, U-99 изстрелва четвърто торпедо, което уцелва кърмата. Детонира боезапасът дълбочинни бомби. В течение на няколко минути „HMS Laurentic“ потъва с кърмата напред. От 416 души екипаж 49 загиват.

## Коментари
1. ↑  Всички данни за въоръжението са към 15 октомври 1939 г.
2. ↑  Префикс (от на английски: Royal Mail Ship – Кралски пощенски кораб), приет във Великобритания през 1840 г. за обозначаване на съдовете, имащи договор с Британската кралска поща.